# ハッカージャパン
ハッカージャパンは、かつて白夜書房が発行していた隔月刊のネットワーク、セキュリティ関連の雑誌である。
セキュリティ関係者向けの特集・ニュース・事件・法律解説のほか、一般の読者にもわかりやすくネットワークやPCの安全について解説している。
1998年7月に創刊。セキュリティ関連の定期刊行物として国内では最も歴史を持つ。HJなどと表記される。2008年11月号で、創刊10周年を迎えた。
創刊15周年を迎えた2013年11月号で休刊した。休刊理由については、ウェブサイト上で「諸般の事情」と記載しているのみで、一切明らかにされていない。

## 誌面
国内外のハッカー・セキュリティ関連のイベントやカンファレンス記事をカラーで紹介する。
創刊当初は有名ハッカーへのインタビューや実用的なハッキング記事が中心だったが、不正アクセス禁止法施行後に「不正アクセスの助長目的ではない」という注意書きが付記されるようになり、以後セキュリティを全面に打ち出した雑誌へと変化した。
コンピュータ関連の記事のみならず、バンピングなどコンピュータ以外の物理的なセキュリティ記事、ハッカー漫画なども掲載されている。

## 主な連載作品
- ハッカーダイオヘッド（漫画）
- オーブンレンジは振り向かない（漫画）
- ネバーエンディング絶望ランドの夏!（漫画）
- インターネット事件簿
- インターネット法律ファイル
- セキュリティ定点観測所
- レトロハッカーズ
- コラム404

## 主な執筆者
- Vlad
- 笠原利香
- 山崎はるか
- 石川英治
- モリ淳史
- 牧野武文
- 橋本和明
- きりはらゆうな
- TIP
- 一田和樹
- まるたん
- lumin
- Big-Z
- 山本洋介山
- 西方望
- TTS
- 他力本願堂本舗
- hito
- 平澤寿康
- mR-pBx
- PON

## 備考
- Wikipediaへの不信感を記事にしたことがある（Wikipedia:井戸端/subj/ハッカージャパンに日本語版Wikipediaの批判記事が掲載）。
- OSの利用については、Linux利用を特に勧めている。また、Ubuntuの利用を広く勧めている。